# 170e division d'infanterie (France)
Pour les articles homonymes, voir 170e division.
La 170e division d'infanterie est une division d'infanterie de l'armée de terre française qui a participé à la Première Guerre mondiale.

## Les chefs de la170edivisiond'infanterie
- 23 décembre 1916 - juin 1918 : général Rondeau
- en place en octobre 1918 : général Bernard

## Première Guerre mondiale

### Composition
- Infanterie :

17e régiment d'infanterie de janvier 1917 à l'armistice
116e régiment d'infanterie de novembre 1917 à l'armistice
370e régiment d'infanterie de janvier 1917 à novembre 1917 (dissolution)
3e bataillon de chasseurs à pied de janvier 1917 à l'armistice
10e bataillon de chasseurs à pied de janvier 1917 à l'armistice
- Cavalerie :

1 escadron du 4e régiment de chasseurs à cheval de janvier 1917 à l'armistice
- Artillerie :

2 groupes de 75 du 59e régiment d'artillerie de janvier à juillet 1917
1 groupe de 75 du 20e régiment d'artillerie de janvier à juillet 1917
3 groupes de 75 du 259e régiment d'artillerie de juillet 1917 à l'armistice
101e batterie de 58 du 259e régiment d'artillerie de juillet 1917 à l'armistice
7e groupe de 155c du 121e régiment d'artillerie d'octobre 1918 à l'armistice
- Génie :

compagnies 21/14, 21/64, 21/23 du 11e régiment du génie de janvier 1917 à l'armistice
un bataillon du 144e régiment d’infanterie territoriale d'août 1918 à l'armistice

### Historique

#### 1916
- 23 décembre 1916 – 10 février 1917 : constitution et instruction dans la région Vesoul, Noroy-le-Bourg.

#### 1917
- 10 février – 3 mars : mouvement vers Montreux-Château ; travaux.
- 3 – 25 mars : retour par Danjoutin, Héricourt et Villersexel, vers Noroy-le-Bourg ; le 16 mars, mouvement, par Montbozon, vers Vesoul ; repos.
- 25 mars – 16 mai : transport par V.F. dans la région de Vauthiermont. Travaux et instruction vers Massevaux et Dannemarie.
- 16 – 27 mai : transport par V.F. de Belfort dans la région de Soissons ; repos et instruction.
- 27 mai – 29 septembre : occupation d'un secteur vers la ferme de Colombe et la ferme de Mennejean, étendu à gauche, le 6 juin, jusqu'au nord de Nanteuil-la-Fosse.
- 29 septembre – 30 octobre : retrait du front et repos vers Villers-Cotterêts.

20 octobre : mouvement vers Berzy-le-Sec.
23 octobre : engagée en 2e ligne dans la Bataille de la Malmaison ; puis organisation des positions conquises.
- 30 octobre – 20 novembre : retrait du front, mouvement vers Villers-Cotterêts, puis transport par camions dans la région de Meaux ; repos.
- 20 – 29 novembre : transport par camions vers Péronne ; tenue prête à intervenir dans l'offensive britannique.
- 29 novembre – 15 décembre : mouvement vers Montdidier, puis transport par V.F. dans la région de Bruyères ; repos.
- 15 décembre 1917 – 4 mai 1918 : occupation d'un secteur entre la vallée de la Fave et la Chapelotte.

#### 1918
- 4 – 27 mai : retrait du front et mouvement vers Arches ; repos.

16 mai : transport par V.F. dans la région de Pont-Sainte-Maxence ; repos.
- 27 mai – 5 juin : transport par camions à l'est de Vic-sur-Aisne. Engagée, du 29 mai au 4 juin, dans la 3e bataille de l’Aisne. Combats en retraite et organisation d'un secteur vers le port et Laversine.
- 5 – 17 juin : retrait du front et transport par V.F. de Verberie dans la région de Châlons-sur-Marne ; repos vers Vadenay et Mourmelon-le-Grand.
- 17 juin – 15 septembre : occupation d'un secteur vers le mont Sans-Nom et l'Epine de Vedegrange, réduit à gauche, le 28 juin, jusque vers Auberive-sur-Suippe, et, étendu à droite, le 1er juillet, jusqu'à l'est de l'Epine de Vedegrange. À partir du 15 juillet, engagée dans la 4e bataille de Champagne : offensive allemande arrêtée sur la position principale ; contre-attaques françaises. Puis stabilisation, organisation et défense du front compris entre la ferme de Wacques et l'auberge de l'Espérance.
- 15 – 23 septembre : retrait du front ; repos vers Châlons-sur-Marne.
- 23 septembre – 2 octobre : mouvement vers le front ; engagée, à partir du 26 septembre, dans la bataille de Somme-Py (Bataille de Champagne et d'Argonne), d'abord en deuxième ligne, puis, à partir du 29, en première ligne, entre l'ouest d'Aure et le nord de Somme-Py : Progression vers l'Aisne.
- 2 – 15 octobre : retrait du front ; repos vers Méry-sur-Marne.
- 15 – 28 octobre : mouvement vers Châlons-sur-Marne, puis transport par camions vers la Vesle ; engagée vers Nizy-le-Comte dans la bataille de la Serre.

25 octobre : prise de Saint-Quentin-le-Petit.
- 28 octobre – 11 novembre : retrait du front ; repos vers Jonchery-sur-Vesle.

### Rattachements
- Affectation organique : 21e CA décembre 1916 à novembre 1918
- 4e armée

10 juin – 16 octobre 1918
- 5e armée

16 – 27 mai 1918
17 octobre – 11 novembre 1918
- 6e armée

16 mai – 19 novembre 1917
- 7e armée

23 décembre 1916 – 15 mai 1917
29 novembre 1917 – 15 mai 1918
28 mai – 1er juin 1918
- Groupement d'armées Degoutte (Jean-Marie Degoutte)

20 – 28 novembre 1917
- Groupement d'armées Messimy

2 – 9 juin 1918